# Крапивный минёр
Крапивный минёр (лат. Agromyza reptans) — вид двукрылых из семейства минирующих мух.

## Описание
Длина тела 2,5-4 мм. Имеется три (реже две) нижние и две верхние орбитальные щетинки. Щёки в задней части расширены, их высота в три раза меньше высоты глаза. Третий членик усиков коричневато-чёрный, иногда более светлый. Среднеспинка чёрно-серая, слабо блестящая. Бёдра чёрные, колени передних ног желтоватые. Голени и лапки желтовато-коричневые. Жилки крыльев светлые. Калиптер и волоски на нём беловатые. Эдеагус самца заканчивается длинной трубочкой, разделённой на вершине.

## Биология
Развивается на крапиве. Личинка первого возраста образует узкую мину у края листа, которая позже превращается в широкое пятно. Задние дыхальца личинки с тремя порами, без групп волосков, как у близкого вида Agromyza pseudoreptans. Пупарий красновато-коричневый.

## Распространение
Встречается в Европе и Северной Америке.